# 파울루 아마라우
파울루 리마 아마라우(포르투갈어: Paulo Lima Amaral; 1923년 10월 18일, 히우 지 자네이루 주 히우 지 자네이루 ~ 2008년 5월 1일, 히우 지 자네이루 주 히우 지 자네이루)는 브라질의 전 축구 선수이자 감독이다. 그는 이탈리아의 유벤투스를 지도한 것으로 알려져 있다. 그는 1958년 월드컵을 우승한 브라질 국가대표팀 체력 코치이기도 했다.